# 乙女座殺人事件
『乙女座殺人事件』（おとめざさつじんじけん、原題：The January Man）は、1989年製作のアメリカ合衆国の映画。

## あらすじ
ニューヨークでは連続絞殺事件が起きていた。大晦日の夜、11人目の被害者が出るが、被害者のアリソンはニューヨーク市長フリンの娘バーナデットの友人で、殺される直前までバーナデットと一緒だった。
これにショックを受けた市長は、この事件の特別捜査官として、市警本部長フランク・スターキーの弟ニックを任命する。ニックもかつてはニューヨーク市警察の刑事であったが、2年前に収賄事件で辞職していた。さらにニックは、フランクの妻クリスティーンと2年前まで恋人だったこともあり、2人の仲は険悪だった。
ニックは友人で画家のエドやバーナデットの協力を得てこの事件を分析していくうちに、犯行は毎月素数の日に起きていることを割り出し、次は1月5日に事件が起きるだろうと予測する。
ところが、その前日の1月4日に絞殺事件が発生、犯人は自殺してしまう。警察は事件解決を発表するが、一連の事件とは無関係だと確信していたニックは、ニューヨークの俯瞰図から事件のあったビルが乙女座の形をとって並んでいることをつきとめ、次の犯行現場となると思われるビルを割り出し、ある罠を仕掛ける。

## キャスト
- ニック・スターキー：ケヴィン・クライン
- クリスティーン・スターキー：スーザン・サランドン
- バーナデット・フリン：メアリー・エリザベス・マストラントニオ
- フランク・スターキー：ハーヴェイ・カイテル
- ヴィンセント・アルコア警視：ダニー・アイエロ
- イーモン・フリン市長：ロッド・スタイガー
- エド：アラン・リックマン
- ロジャー：ケネス・ウェルシュ
- ライリー刑事：ビル・コッブス
- アリソン：フェイ・グラント